# David Tainton
David Johan Cecil Graham Tainton, född 25 oktober 1976 i Stockholm, är en svensk skådespelare. Tainton är son till Graham Tainton i hans äktenskap med Kristina Palmgren. Han är halvbror till Blossom Tainton Lindquist och bror till Themba Tainton och Kelly Tainton. Största filmframgången var i Vinterviken. Han har även släppt tre singlar, varav Nick Kamen-covern Each Time You Break My Heart (skriven av Madonna) och Watch Me Now blev hits.
Tainton spelar en roll i filmatiseringen av Kajsa Ingmarssons bok Små citroner gula.

## Filmografi
- 1996 – Vinterviken
- 2013 – Små citroner gula
- 2023 – One More Time